# Natsumikan
Espèce
Natsumikan, japonais ナツミカン, 夏蜜柑, なつみかん, natsukan est le nom du fruit d'un agrume japonais nommé Natsudaïdaï.
Il appartient à un groupe d'agrumes tardifs originaire du Japon et traditionnellement cultivé au Japon et en Chine. Cette mandarine d'été (natsu signifie été, et mikan mandarine) se récolte localement en avril pour être consommée en mai.
Il est souvent confondu avec kawano natsudaidai qui est un cultivar, amanatsu daidai (甘夏橙 (amanatsu daidai) douce orange d'été), amanatsukan(甘夏柑), et amanatsu mikan (甘夏蜜柑 - 甘夏みかん (amanatsumikan)) Mandarine amanatsu.

## Dénomination
Natsudaidai signifie littéralement en japonais daidai d'été ou orange amère d'été. En Chine, il est nommé 日本夏橙 (rìběn xià chéng) soit orange 橙 (chéng), d'été 夏 (xià), du Japon 日本 (rìběn),,. En coréen 하귤 (hagyul).
Natsumikan est le terme usuel employé au Japon : le site de recette cookpad en japonais donne 904 recettes à base de natsumikan (2021) et aucune avec le mot natsudaidai (ナツダイダイ).
Citrus natsudaidai Hayata est le nom botanique accepté (taxonomie Tanaka, 1350 occurrences en 2020 dans Google Scholar), C x natsudaidai est parfois donné comme synonyme mais inusité,,. Les noms binomiaux C. aurantium L., subsp natsudaidai Hayata, C. grandis var. natsudaidai (Yu.Tanaka) Karaya, C. natsumikan et C. × aurantium se rencontrent,,.

## Origine et description
Les sources japonaises reconnaissent que son histoire est incertaine. Sa diffusion daterait du XXe siècle, après l'ère Meiji, il a été gratifié du titre de monument naturel national en 1927. Selon les légendes locales le semis original de ce fruit aurait été trouvé dans un jardin de la préfecture de Yamaguchi, au Japon, vers la fin du XVIIe siècle et serait toujours vivant. En Chine, il est cultivé à Taïwan, dans le Fujian et le Guangdong[réf. nécessaire].  
En 1930 Auguste Chevalier dans la Revue de botanique appliquée et d'agriculture coloniale écrit que le l'espèce natsudaidai mériterait d'être cultivée «semble-t-il. On l'a trouvée en bonne condition, à Lamao et Los Banôs (Luçon), et Buitenzorg (Java), elle est très prolifique; l'orange ressemble au pamplemousse avec une peau jaune foncé et une pulpe rafraîchissante peu acide».  
Le test de partage d'allèles indique une relation étroite entre Kishu (mandarine C. kinokuni Tanaka), Oukan (C. suavissima Hort. ex Tanaka, mandarine chinoise) et natsudaidai. Il s'agit sur base statistique des rapprochements d'un hybride de C. maxima pollinisé par Kishu puis obtenu par semis fortuit.

### Le fruit
Le fruit est gros, sphérique nettement aplati, diamètre d'environ 10 cm, son poids de 300 à 500 g. L'endocarpe est divisé en 12 quartiers (segments) réguliers, les graines abondantes.
La couleur du fruit passe du jaune en octobre à l'oranger en fin décembre. La peau est parfumée, adhérente, rugueuse et ferme.

### La culture
Au Japon, après un apogée de 17 000 ha en 1970, la superficie de production japonaise des natsudaidai est tombée à 1 599 ha en 2017, au 5e rang des espèces d'agrumes cultivées la même année. Le marché s'est effondré de  253 000 t en 1970 à 40 000 t en 2013,. En dehors de la préfecture de Yamaguchi, on en cultive également dans les préfectures de Kagoshima, de Kumamoto, de Ehime, de Wakayama.

La floraison et la maturité de C. natsudaidai sont tardives. Le stress hydrique ou la gibbérelline n'induisent pas de floraison précoce

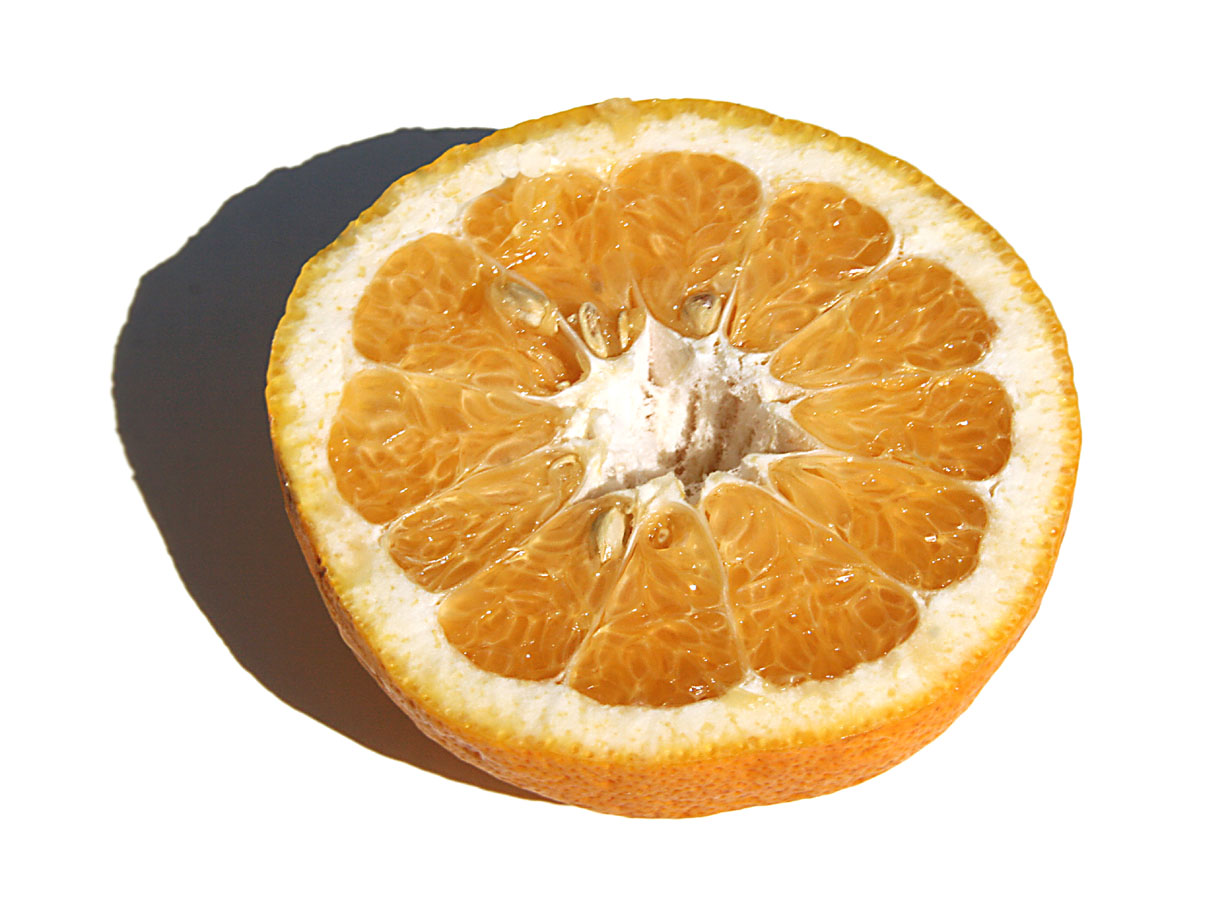
C. natsudaidai en coupe (mars)

### Variétés et cultivars
Les cultivars répertoriés dans les sources académiques sont Kawano, Beniamanatsu et orange de Tachibana. La variabilité est importante, Tokurou Shimizu et al. (2016) décrivent les cultivars qu'ils ont séquencés comme des mutants somatiques, phénomène fréquent chez les agrumes reproduits par semis.

#### Descendance et hybridation
En 1989, Shigematsu Kuhara et Yoshihiro Ohtsu obtiennent par hybridation du natsudaidai et d'un oranger des plantes résistantes au chancre bactérien des agrumes et au CTV. Une importante production d'hybrides et de chimères donnera par la suite naissance à des variétés remarquables dont l'orange de Fukuhara ou Kawano natsudaidai,,,.  Ces travaux permirent également la mise en évidence pour la première fois du lien entre la flaveur des orangers hybrides et la présence d'une flavone particulière.  
- Summer Fresh résulte de la fécondation de Hassaku par le pollen de Natsudaidai
- Haruka résulte de la fécondation de Hyuganatsu par le pollen de Natsudaida[13].

## Usages dunatsudaidai

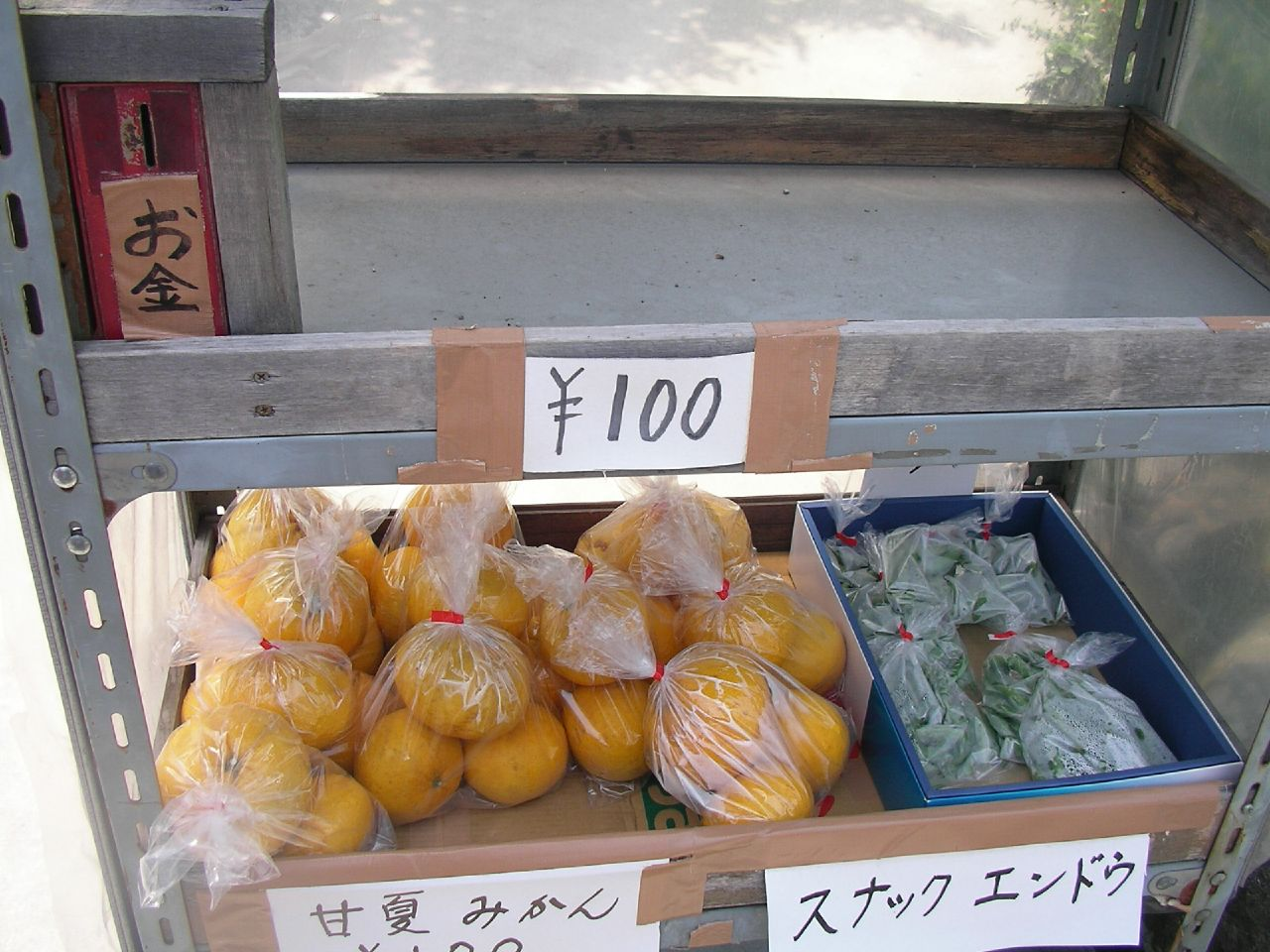
Natsudaidai sur un marché au mois de mai

### Gout dunatsumikan
Le gout est acide avant totale maturité, au début du XIXe siècle son jus était utilisé en substitution du yuzu. Après récolte et après une période d'affinage la pulpe est juteuse, orange brillant, d'une texture agréablement croquante et un bel équilibre sucre - acide - amertume. Le gout proprement dit est propre à ce fruit, évoquant certains pamplemousses (C. maxima). Comme le montrent les distance génétiques il évoque l'orange douce, le pamplemousse (C. paradisi) et un peu plus loin la bigarade. 
Le fruit entier ou le chenpi (peau séchée) de natsudaidai est utilisée au Japon pour parfumer le bain, il améliorerait la circulation sanguine et soulagerait la fatigue.

### Alimentaire
Natsumikan est un agrume de table consommé cru et souvent transformé en jus, confiture et confit. Viennent en tête les recettes sucrées : confitures, marmelades, écorces ou tranches de fruit confites ou au chocolat, zeste râpé dans le flan ou la crème brulée, gelée sucrée (souvent servie dans une demi-écorce), conserve de quartiers au sirop et tous les gâteaux à base de ces sucreries, dont une crêpe Suzette locale au yaourt de natzumikan. La confiture de natsumikan est appréciée diluée dans le vin mousseux. 
La ville de Hagi est connue pour ses natsumikan, utilisés notamment pour des jus ou des crèmes glacées. Au Royaume-Uni il entre dans la composition d'un gin.
Côté salé on le trouve dans des salades de printemps, avec les plats de viande comme le porc à l'aigre-doux, le poulet sauté qui réinterprète le canard à l'orange. En boisson on en fait une sorte de limonade, une liqueur, l'écorce parfume l'huile de riz.

### Pharmacopée japonaise
Traditionnellement le fruit vert ou mûr est utilisé pour combattre l'anorexie, les ballonnements abdominaux et l'indigestion. Le péricarpe du fruit mûr est un stomachique aromatique. Le bain au natsudaidai réchauffe, améliore la circulation sanguine et réduit la fatigue.

### Parfum du Natsudaidai
Son parfum est apprécié et a fait l'objet de récompenses, il est spécifique et contient des composés aromatiques typiques avec odeur propre à C. natsudaidai. Lan Phi Nguyen et al. (2006) identifient le limonène comme composé principal de l'huile essentielle (80,68%), suivi du γ-terpinène (5,30%, note citronnée), du myrcène (2,25%) et de l'α-pinène (1,30%) pour un total de 60 composants. Yoshimoto Ohta et al. y trouvent les sesquiterpéniques: copaène, β-élémène, β-ylangène, caryophyllène, aromadendrène, farnésène, α-sélinène, δ -cadinène, calamenène, α-calacorene; et linalol, α-terpinéol, terpinène-4-ol, nérolidol, et des aldhéydes (parfum d'hexanal - note verte - en note de cœur).

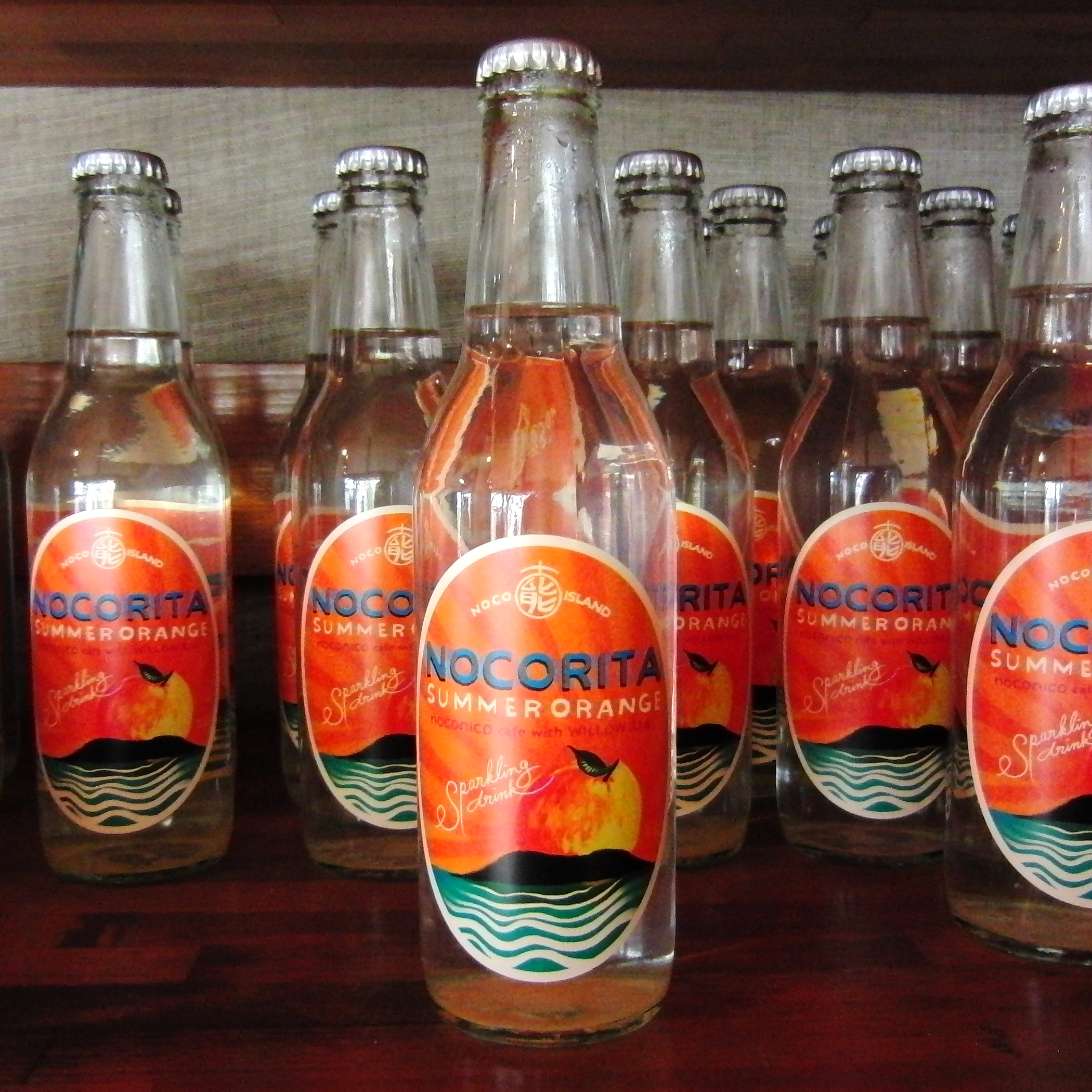
Cidre japonais fabriqué à partir de l'agrume

### Huile essentielle
En 1971, Kinoshita Hirono et Setsuko Murase ont isolé depuis le natsudaidai puis décrit et nommé un flavonol O-methylé (3-Hydroxy-5,6,7,8,3', 4'-hexamethoxyflavone), la natsudaidaine. 
L'analyse de l'huile essentielle (2006) met en évidence 3 composés aromatiques caractéristiques de l'arôme de natsudaidai: le β-copaène (également présent dans le zeste de mandarine), le cis-hydrate de sabinène (largement présent chez Citrus dont le petit grain de cédrat) et - en premier lieu - le 1-octanol. En comparaison avec les huiles essentielles de yuzu, citron, hanayu, etc. le natsudaidai est riche en sabinène, α- et β-phellandrène. 

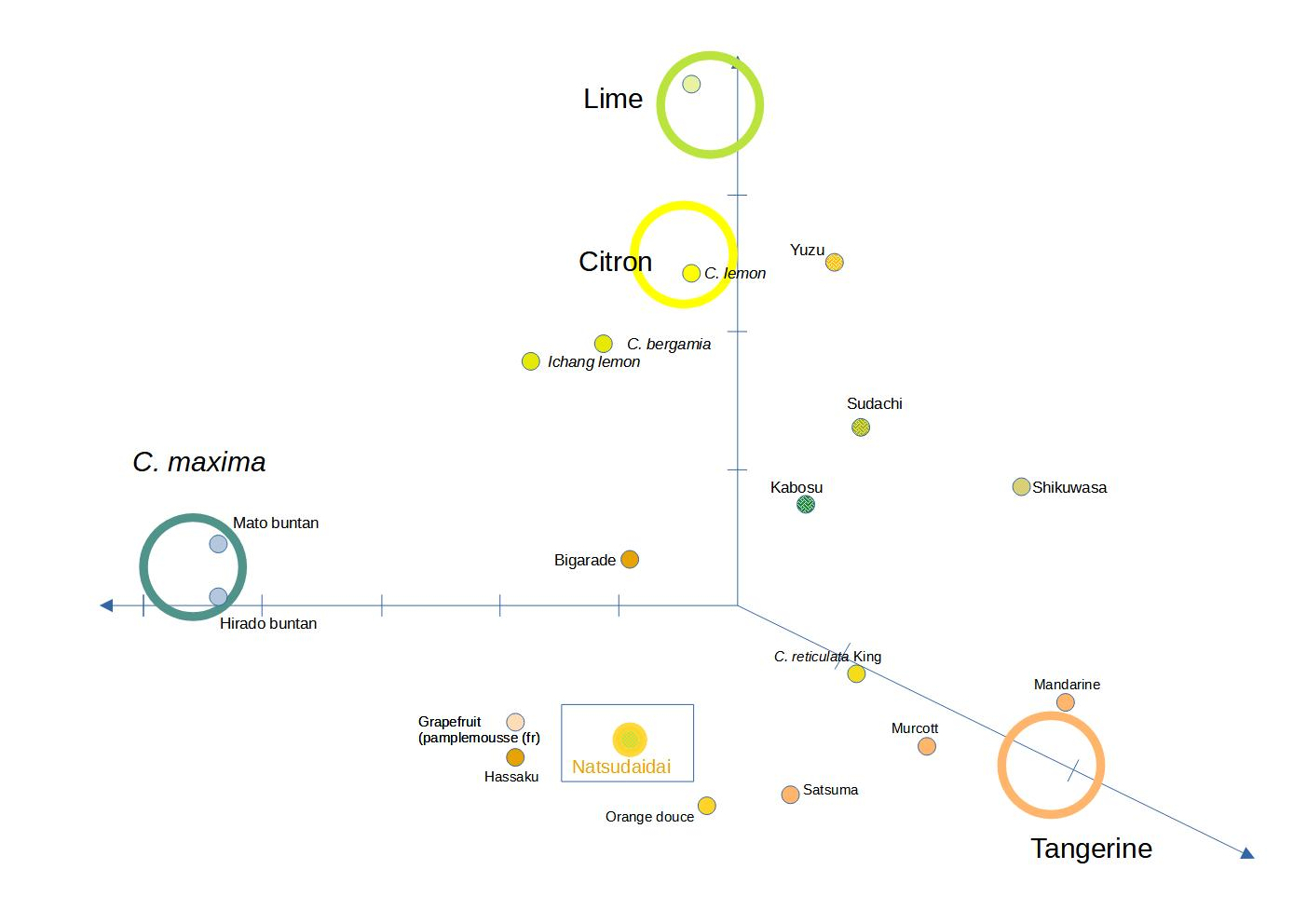
Natsudaidai dans le graphique des distances génétiques d'agrumes (Shimizu et al. 2016) se trouve à égale distance du pole mandarine et du pole pamplemousse, dans un triangle bigarade, grapefruit, orange douce. Ce graphique aide à situer son parfum.

L'extraction (pelage manuel du fruit) donne une rendement faible de 0.4% du fruit entier au Japon, il varie selon la maturité avec un optimum en septembre (fruit vert). L'auraptène est caractéristique de cette huile essentielle. Les proportions des composants varient avec le murissement du fruit. Le d-limonène augmente à mesure que le fruit mûrit alors que le γ-terpinène diminue (de 0.17 stade vert à 0.08 stade sur maturité), de même les monoterpènes oxygénés sont divisés par 3 (linalol, terpinéol, etc.). En surmaturité apparaissent des composés nouveaux comme la nootkatone typique de l'odeur de pamplemousse. Les propriétés antioxydantes et le Contenu Phénolique Total (CNT) de l'huile essentielle sont le plus élevé au stade vert.  

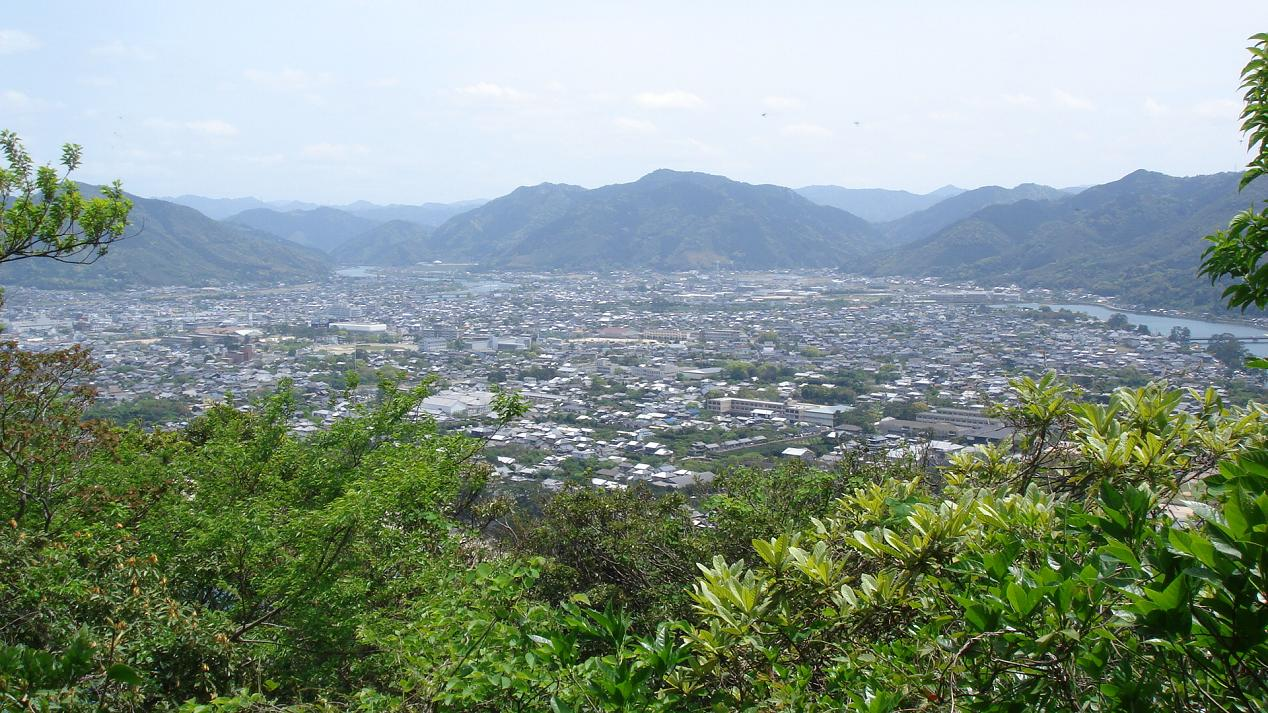
Hagi et les nombreux natsudaidai

#### Le parfum de la fleur de natsudaidai

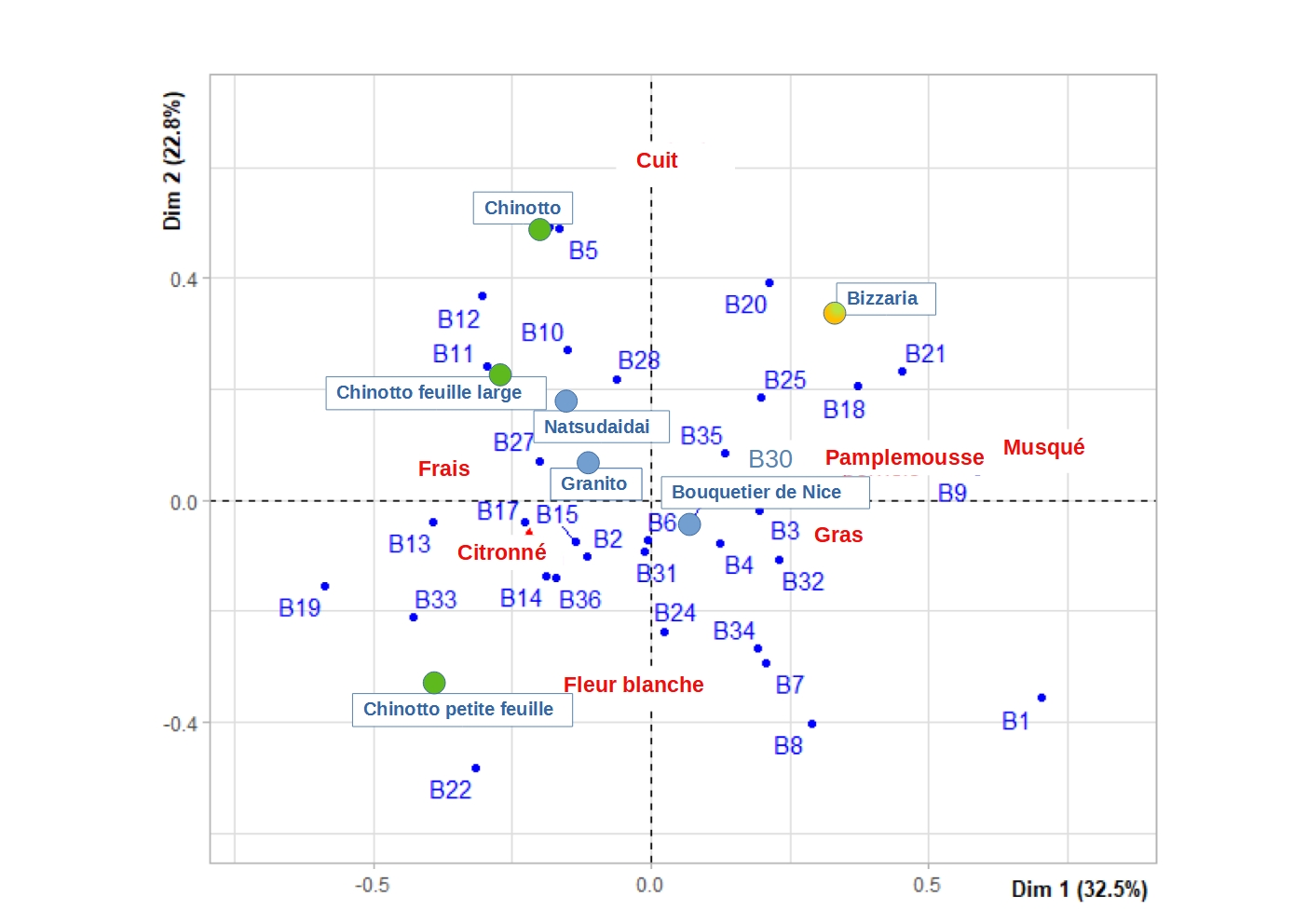
Comparé à 38 variétés de bigarades, natsudaïdaï ne se démarque pas

Hagi est fier du parfum de la floraison des natsudaidai qui embaume en mai. On lit que le futur empereur Hirohito qui visitait  en 1926 Hagi où les natsudaidai étaient en fleur avait demandé si on diffusait un parfum dans la ville tant celui du natsudaidai était présent. Hagi est la seule de la préfecture de Yamaguchi à avoir reçu la distinction du Ministère de l' Environnement かおり風景100 (Kaori fūkei 100) 100 paysages parfumés pour ses agrumes (n°76 dans ja:かおり風景100選).
L'absolue de fleurs de natsudaidai a été analysée en 2022:  43 composants aromatiques ont été détectés dont le linalol 31,14 %, anthranilate de méthyle, γ-terpinène, p-cymène, (E)-β-ocimène, limonène, indole et α-terpinéol, les auteurs (de l'Université de Yamaguchi) estiment que l'absolu de fleur de natsudaïdaï a un potentiel en parfumerie. Les auteurs le décrivent comme «intensément florale avec des notes légères, fraiches et poudreuses», ils lui trouve des proximités avec l'H.E.de pamplemoussier (Citrus maxima) et de citron.

#### huile essentielle
- site japonais ayant parfois de l'H.E. de fruit disponible